# Joseph Mayseder

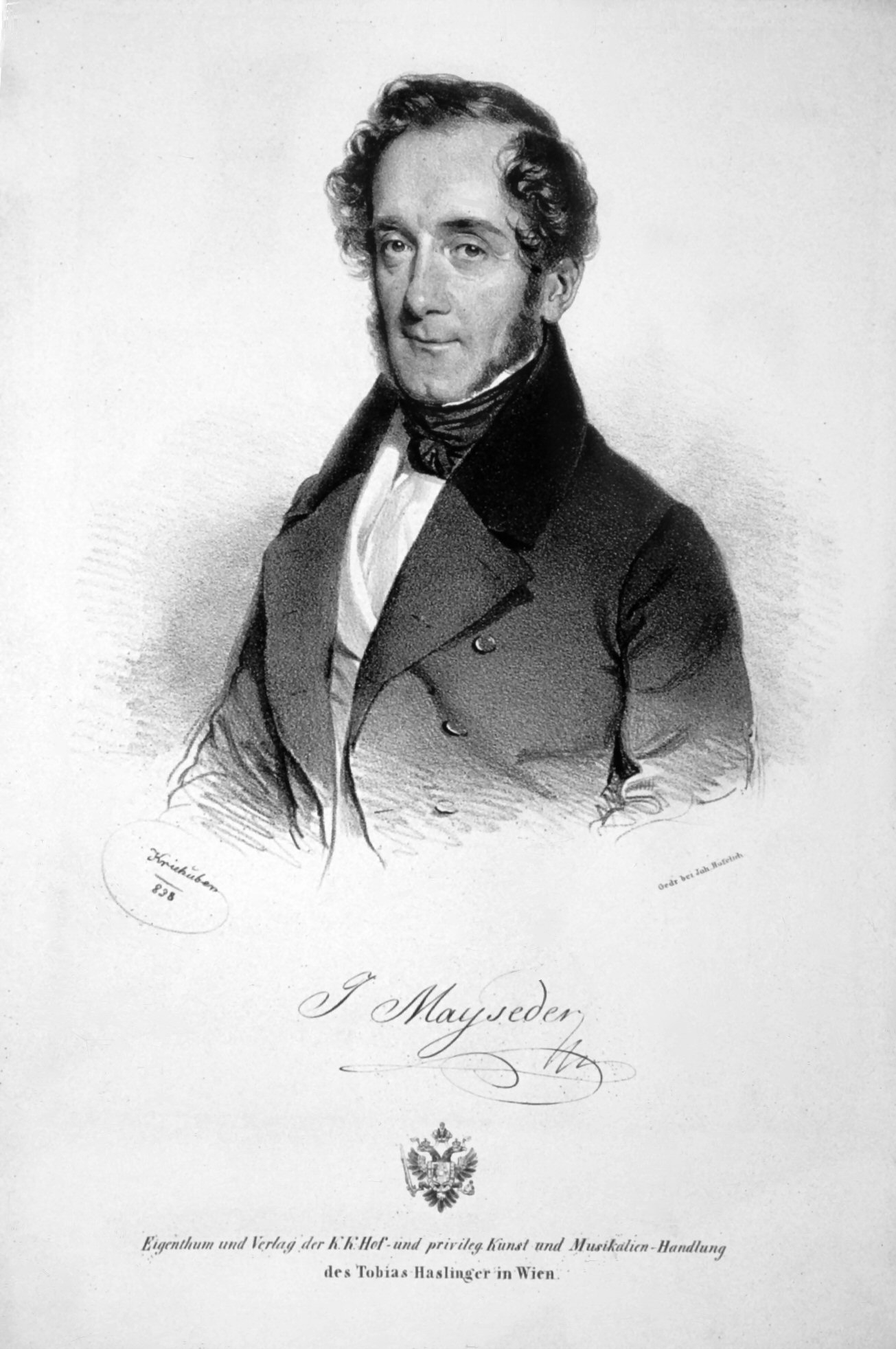
Joseph Mayseder, Lithographie von Joseph Kriehuber 1838

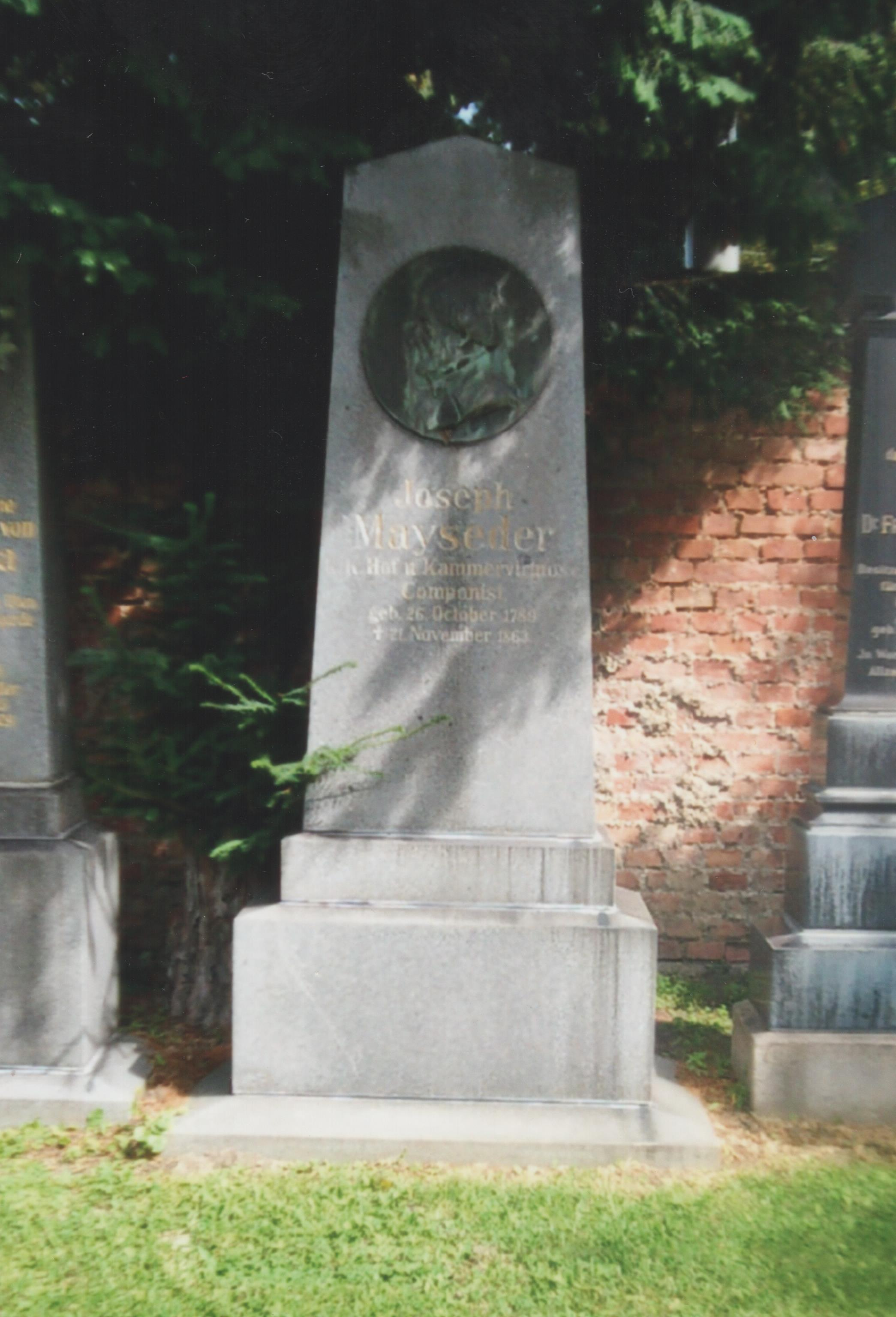
Ehrengrab von Joseph Mayseder, Zentralfriedhof Wien (2021)

Joseph Mayseder (* 26. Oktober 1789 in Wien; † 21. November 1863 ebenda) war ein österreichischer Violinvirtuose und Komponist.

## Leben
Joseph Mayseder zeigte schon als Kind großes musikalisches Talent und erhielt Violinunterricht bei Joseph Suche (1797), Anton Wranitzky (ab 1798) und Ignaz Schuppanzigh. Mit elf Jahren, 1800, trat er bereits bei einem der berühmten Augartenkonzerte öffentlich auf. Klavier- und Kompositionsunterricht erhielt er bei Emanuel Aloys Förster. 
Aus 1803 stammt die erste datierte Komposition, das Streichquintett f-Moll (MV 88). Im selben Jahr, am 26. Dezember 1803, Mitwirkung bei der Aufführung des Oratoriums Die sieben letzten Worte unseres Erlösers am Kreuze von Joseph Haydn unter Haydns Leitung. 
Ab 1810 war er Konzertmeister des Hofopernorchesters, ab 1816 Violinsolist an der Wiener Hofmusikkapelle und ab 1836 deren Leiter. 1835 wurde er zum kaiserlichen Kammervirtuosen ernannt. Er galt als ein bedeutender Quartettspieler und war auch Lehrer und Komponist für sein Instrument. Als Lehrer gilt er als Begründer der sogenannten Wiener Geigerschule. Niccolò Paganini sprach mit großer Hochachtung von ihm. 
Ab 1830 erhielt er zahlreiche Auszeichnungen und Ehrenmitgliedschaften. 1839 wurde er gemeinsam mit Pierre Rode und Pierre Baillot in die Accademia di Santa Cecilia in Rom gewählt. 1862 wurde er noch durch die Verleihung vom Ritterkreuz des Franz-Joseph-Ordens geehrt. Außerdem war er Ehrenmitglied der Gesellschaft der Musikfreunde in Wien. Die meisten seiner etwa 70 Kompositionen wurden für den eigenen Vortrag geschrieben. Er war einer der 50 Komponisten, die eine Variation über einen Walzers von Anton Diabelli für Teil II der Sammlung Vaterländischer Künstlerverein einreichten (publiziert 1824).
Er ruht in einem Ehrengrab auf dem Wiener Zentralfriedhof (Gruppe 0, Reihe 1, Nummer 36).  
Im Jahr 1876 wurde in Wien Innere Stadt (1. Bezirk) die Maysedergasse nach ihm benannt.

## Werke (Auswahl)
Konzertante Musik
- 3 Violinkonzerte, op. 22, 26 und 28
- Divertimenti für Violine und Orchester, op. 35 und op. 39
- Concerto varié, op. 43
- Rondeaux brillants für Violine und Orchester oder Streichquartett, op. 21, 27, 29 und 30.
- Airs variés für Violine und Orchester oder Streichquartett, op. 18, 23, 33, 40 (Paganini gewidmet) und op. 45

Streichquartette
- op. 5 in A-Dur
- op. 6 in g-moll
- op. 7 in As-Dur
- op. 8 in F-Dur (Quatuor Brillant)
- op. 9 in D-Dur
- op. 23 in G-Dur
- op. 62 in fis-moll
- op. 66 in D-Dur
- Thèmes variés, mit Begleitung einer 2. Violine, Viola und Cello, op. 1, 4, 15

Streichquintette
- op. 50 in h-moll
- op. 51 in a-moll
- op. 55 in D-Dur
- op. 65 in Es-Dur
- op. 67 in e-moll

Violine und Klavier
- Sonate op. 10
- Sonate op. 42
- Verschiedene Duos, darunter das Duo op. 60

Klaviertrios
- op. 34 in B-Dur (1820)
- op. 41 in F-Dur (1825, ursprünglich für Harfe, Violine und Horn)
- op. 51 in F-Dur
- op. 52 in As-Dur (1830)
- op. 57 (Variations concertantes, D-Dur)
- op. 58 in h-moll (1841)
- op. 59 in G-Dur (1843)

Klavierquartette
- op. 24 in f-moll
- Variations concertantes in D-Dur, op. 57
- Souvenir à Baden, guirlande musicale en forme de variations concertantes, op. 63

Kirchenmusik
- Messe in Es-Dur, op. 64 (Juni 1848, Hofburgkapelle Wien)